# كارتر جونز
كارتر جونز (بالإنجليزية: Carter Jones)‏ هو دراج أمريكي، ولد في 27 فبراير 1989 في Maplewood, New Jersey ‏ في الولايات المتحدة.

## وصلات خارجية
- كارتر جونز على موقع الاتحاد الدولي للدراجات (الإنجليزية)
- كارتر جونز على موقع أرشيف الدراجات (الإنجليزية)
- كارتر جونز على موقع إحصائيات الدراجات الإحترافية (الإنجليزية)
- كارتر جونز على موقع نسبة الدراجات (الإنجليزية)